# ئوم یوشین
ئوم یوشین (به کره‌ای: 엄유신 به انگلیسی: Eom Yoo-shin) (زاده ۱۰ مارس ۱۹۵۱) بازیگر کره جنوبی است.
او فعالیت خود را در سن ۲۰ سالگی از سال ۱۹۷۱ شروع کرد و در سریال جواهری در قصر در نقش ملکه مادر ظاهر شد

## سریال‌ها
- ۱۹۷۴ بوک نیو (در نقش بانو گونگ بین)
- ۱۹۷۷ چوبون
- ۱۹۷۹ بانویی از آنگوک‌ دونگ (در نقش مون سوک اوی)
- ۱۹۸۰ خاطرات کشور (در نقش کیم یونگ اوک)
- ۱۹۸۱ زنان تاریخ: جانگ هه بین (در نقش همسر ساسوک)
- ۱۹۸۲ زنان تاریخ: هوانگ جینی (در نقش هیون گوم)
- ۱۹۸۴ درخت زردآلو درمیانبرف(در نقش بانو سونگ پونگ)
- ۱۹۸۵ جنگ ایمجین (در نقش کیم این بین)
- ۱۹۸۷ کلاس درس آبی
- ۱۹۸۸ ملکه اینهیون (در نقش بانو یون مادر جانگ اوکی جونگ)
- ۱۹۸۹ عشق بی پایان
- ۱۹۹۰ مسافر زمستانی (در نقش چوی مال سوک)
- ۱۹۹۰ دوونگون (در نقش بانو یوهیونگ)
- ۱۹۹۲ سه پرچم (در نقش بانو مان میونگ)
- ۱۹۹۳ آینه زنانه (در نقش جه سون‌)
- ۱۹۹۴ جاه طلبی (در نقش مادربزرگ این سو)
- ۱۹۹۴ بهتر است درست باشد (در نقش کیونگ جین)
- ۱۹۹۵ جانگ هه بین (در نقش بانو شین مادر شاهزاده دونگ پیونگ)
- ۱۹۹۵ عشق را به یاد داری؟
- ۱۹۹۵ قصر غربی (در نقش بانو نوه همسر کیم جه نام)
- ۱۹۹۷ ستاره ای در قلب من
- ۱۹۹۸ تا پایان دنیا
- ۱۹۹۸ نامه‌هایی که در یک روز ابری نوشته شده‌اند (در نقش خانم مون)
- ۱۹۹۹ هور جون (در نقش دوک گئوم)
- ۲۰۰۰ وعده (در نقش سونگ هوی)
- ۲۰۰۱ امپراتریس میونگ‌سونگ (در نقش همسر شاهزاده هونگ این)
- ۲۰۰۲ می خواهم چهره‌ات را ببینم (در نقش لی وا جونگ)
- ۲۰۰۲ داستان سلطنتی: جانگ هی بین (در نقش بانو شین مادر شاهزاده دونگ پیونگ)
- ۲۰۰۳ جواهری در قصر (در نقش ملکه دواگر [ملکه مادر جاسون] )
- ۲۰۰۳ یک پرهیزکار و یک جادوگر (در نقش مادر ها ران)
- ۲۰۰۴ تو یک ستاره ای (در نقش بانو چا [مادر مین گی] )
- ۲۰۰۴ شین دون (در نقش ملکه میونگ دوک)
- ۲۰۰۵ نگران نباش (در نقش چوی یونگ جا)
- ۲۰۰۷ رویای در قلب من (در نقش عمه یون جو)
- ۲۰۰۷ دهکده آن سوی تپه (در نقش چونگ یانگ داک)
- ۲۰۰۸ برادران شانگهای (در نقش هو سون اوک)
- ۲۰۰۸ عروس (در نقش اه یونگ سیل)
- ۲۰۱۱ وقتی یک زن دوبار آرایش می‌کند
- ۲۰۱۳ قصر خون: جنگ گل‌ها (در نقش بانو کیم)
- ۲۰۱۴ دو مادر (در نقش هوم گونگ اوک)
- ۲۰۱۵ نجات خانواده (در نقش نام جونگ سوک)نباشید(۲۰۰۵)